# سيس (أرارات)
مدينة سيس (بالأرمينية:Սիս) (بالإنجليزية: Sis)‏ هي إحدى المدن التابعة لمقاطعة أرارات في أرمينيا. يقدر عدد سكانها بـ 1745 نسمة حسب الإحصاء الذي جرى عام 2011.